# Beetham Tower (Manchester)
Beetham Tower – wieżowiec znajdujący się w angielskim mieście Manchester. W budynku znajduje się hotel sieci Hilton. Jest to najwyższy budynek w Anglii poza Londynem oraz siódmy co do wielkości w Wielkiej Brytanii. Jego budowę zakończono w 2006.

## Problemy z hałasem
W trakcie budowy okazało się, że konstrukcja generuje dziwne dźwięki (o częstotliwości zbliżonej do dźwięku C).